# Елаков, Денис Леонидович
Денис Леонидович Елаков (род. 14 ноября 1976, Обнинск, Калужская область) — российский хоккеист, защитник; тренер.

## Биография
Денис Елаков родился 14 ноября 1976 года в городе Обнинске Калужской области.
Занимался хоккеем с шайбой в обнинском «Олимпе».
Играл на позиции защитника. В сезоне-1994/95 провёл 32 матча в Межнациональной хоккейной лиге за казанский «Итиль». Кроме того, сыграл 15 матчей в открытом чемпионате России за казанский «Ак Барс», набрал 13 (1+12) очков.
В 1995—1997 годах выступал за «Ак Барс-2» в высшей и первой лиге. В сезоне-1997/98 играл за лениногорский «Нефтяник» в первой лиге и альметьевский «Нефтяник» в высшей лиге. Сезон-1998/99 также провёл в Альметьевске. В обоих сезонах участвовал в переходных турнирах за право играть в РХЛ.
В 1999 году перебрался в екатеринбургское «Динамо-Энергию». В сезоне-1999/2000 сыграл в Суперлиге 35 матчей, набрал 3 (1+2) очка, в сезоне-2000/01 на его счету 24 матча и 1 гол. В 2001—2003 годах продолжал защищать цвета «Динамо-Энергии» в высшей лиге.
В 2003 году окончил Камский государственный институт физической культуры, получив степень бакалавра физической культуры.
Сезон-2004/05 начал в первой лиге в составе «Владимира», за который провёл только 2 матча и перебрался в курганское «Зауралье», сыграв 31 матч и набрав 2 (1+1) очка. В сезоне-2005/06 сыграл за «Зауралье» 19 матчей в высшей лиге, набрав 12 (3+9) очков.
В 2006 году перебрался в волжскую «Ариаду», сыграл в высшей лиге 53 матча, набрал 18 (7+11) очков. Сезон-2007/08 также начал в «Ариаде-Акпарсе», но по ходу сезона перешёл в павлодарский «Иртыш». В его составе набрал 28 (12+16) очков в 36 поединках российской первой лиги и 4 (1+3) очка в 4 матчах чемпионата Казахстана.
По окончании игровой карьеры стал тренером. С 2011 года работает в системе екатеринбургского «Автомобилиста» с детскими и юношескими командами. 10 марта 2017 года получил высшую квалификационную категорию «тренер-преподаватель». В январе 2019 года получил вторую национальную категорию.